# 火星飞机

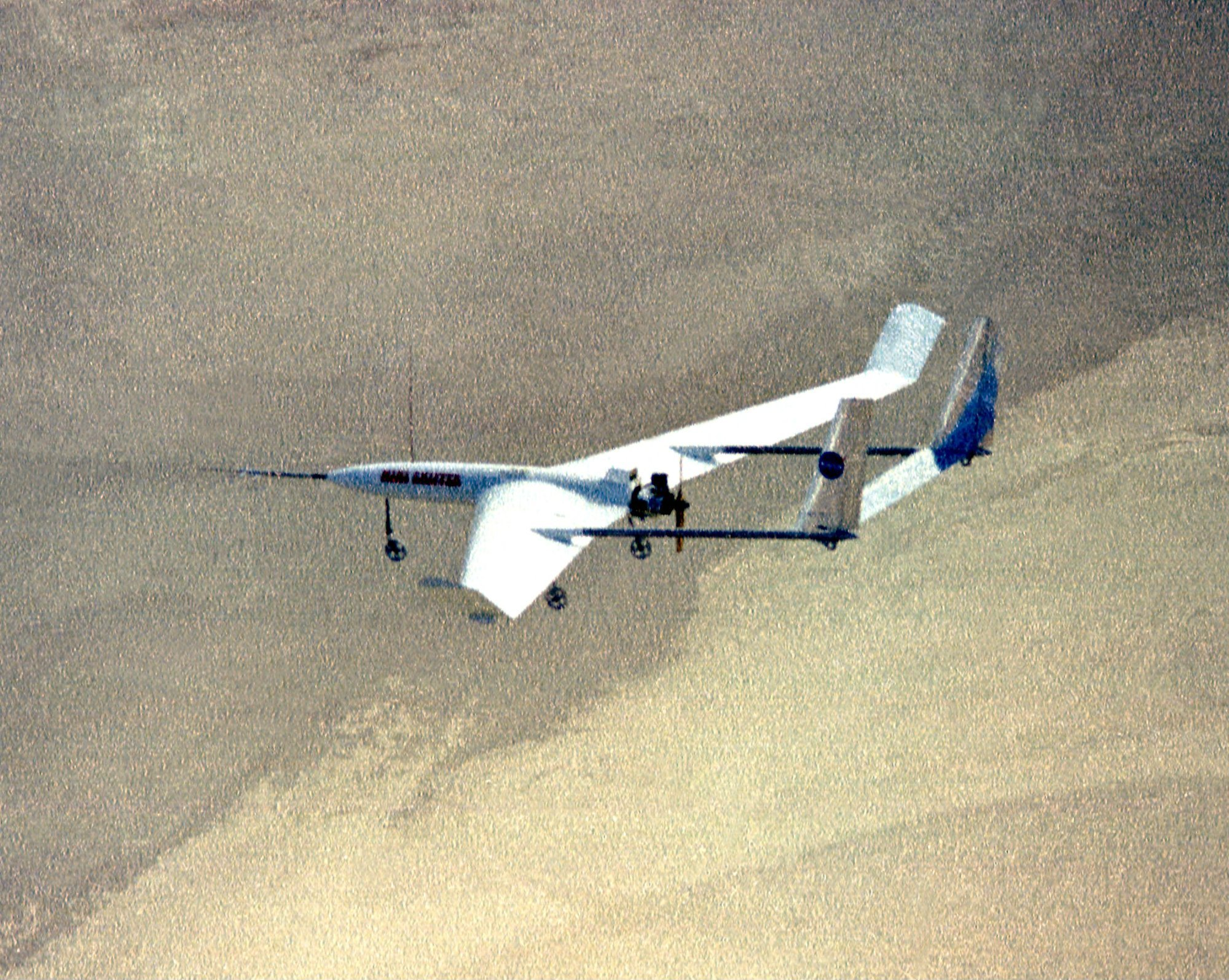
20世纪70年代，美国宇航局设计用于地球空气遥感任务，并使用联氨燃料的微型嗅探器。

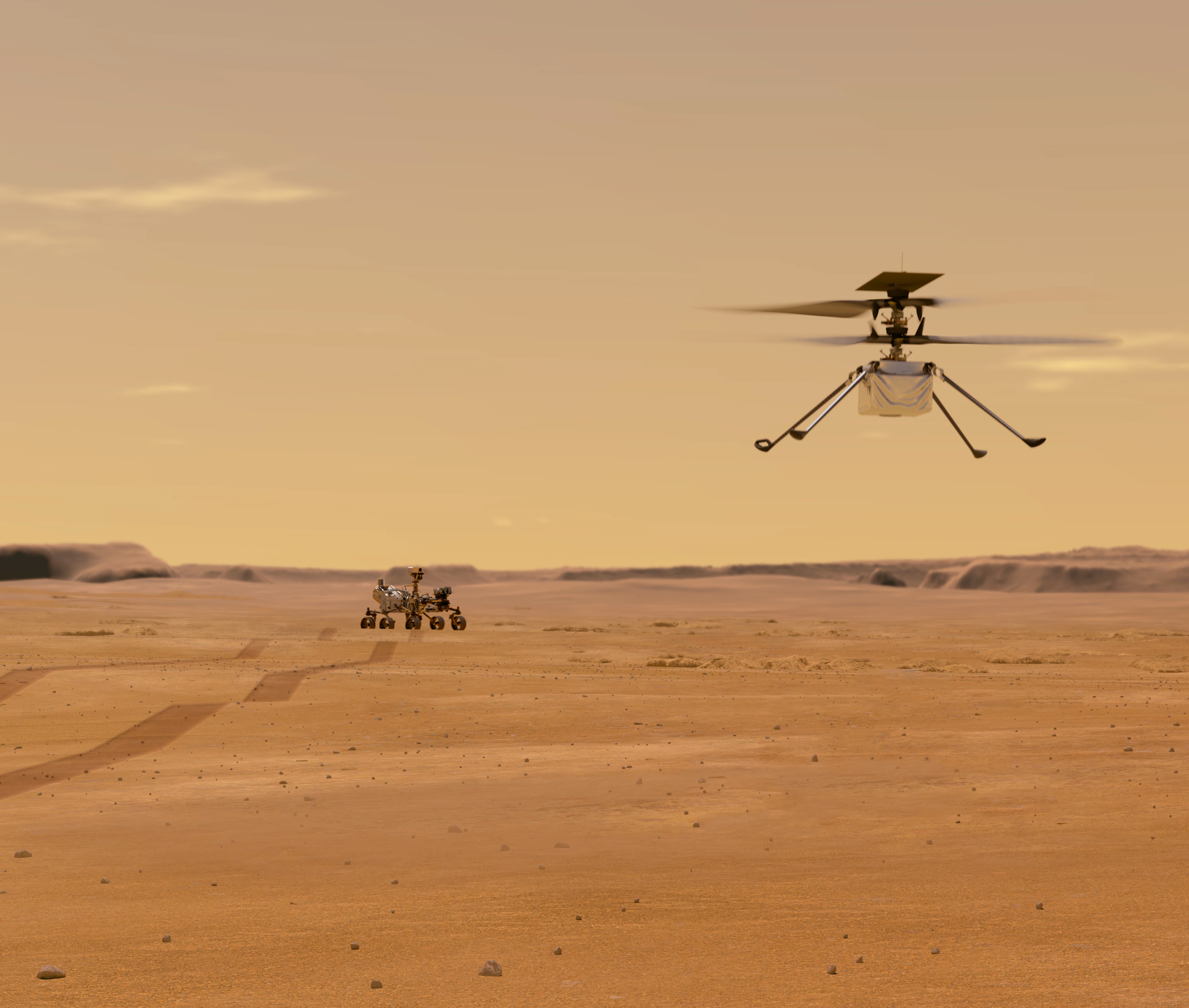
机智号直升机，在背景中可看到毅力号（艺术想象图）。

火星飞机（Mars aircraft）是一种能在火星大气层中维持动力飞行的飞行器。迄今为止，机智号火星直升机是唯一在火星上飞行的物体。2021年4月19日，它首次从地面起飞进行动力飞行，并在38分49秒的时间内完成了21次成功的飞行，飞行里程4.65公里（2.89英里）。此前，美国宇航局的微型嗅探器实验机曾被考虑用于飞入并研究火星大气层任务，但这一想法后被放弃。飞机可对火星大气层进行现场测量，并能扩大观测范围。美国宇航局的一项长期目标就是开发有人驾驶的火星飞机。
与地球相比，火星表面的空气要稀薄得多，海平面气压不到地球的1%，需要一种更有效的方法来增加升力。抵销这一劣势的有利因素是火星空气主要由二氧化碳组成，单位体积密度比地球空气高，且火星上的重力则不到地球的40%。

## 历史
1918年，丹麦科幻电影《天上的船》（又名《火星之旅》），展示了一艘名为埃克塞尔西奥（Excelsior）的宇宙飞船所进行的载人火星之旅。
在使用航天器探索火星之前，火星大气层的密度被怀疑比后来测量的要高，使得工程师们认为有翼飞行会比实际情况要容易得多。韦恩赫尔·冯·布劳恩在他的“火星计划”（Das Marsprrojekt）概念中，就提出了用于人类登陆火星的有翼飞行器。
20世纪60年代，美国国家航空航天局与福特/飞歌航空电子公司（Ford/Philco Aeronutronic）签订了首份详细的火星着陆器合同，主要为着陆器设计升力体。当时，对火星大气层的一些最佳估计值比1965年7月水手4号测量所揭示的密度要高得多。该着陆器有一个带小翼的桶形升力体，是火星着陆器最早的详细设计之一，尽管它无法在火星大气条件下飞行。航空电子公司火星升力体着陆器的设计思路是基于认为火星大气层的主要成分是相当于地球10%左右的氮气。
1965年7月，着火星着陆器的设计风格已从升力体和滑翔翼式转变为弹道进入式着陆器。
20世纪70年代，制造了多种版本的微型嗅探机，因此它也可以在全二氧化碳环境中飞行。通过使用联氨，微型嗅探机可在没有氧气的情况下运行，该设计被考虑用于火星大气采样。这种飞机有一具大螺旋桨，可在稀薄的空气中实现有效飞行，并在1975年至1982年间进行了许多次不同配置的飞行。
20世纪70年代提出了有翼漫游车设计的概念，能比固定式的海盗号登陆器覆盖更大的区域。20世纪90年代，在提倡“更快、更好、更经济”的时代背景下，美国宇航局曾提议在莱特兄弟首次飞行周年纪念日前，让一架火星飞机在火星上飞行。阿瑞斯火星飞机提案曾一度被选为火星探索计划的候选方案，但最终并未被选择发射。
2015年，一架火星飞机被视为是重启日本“火星生命探索和生物搜索任务”（MELOS）的一种选项，该飞行器早期的设计为机翼跨度1.2米，质量为2.1千克，任务设置为：在任务地表组件着陆阶段时，飞机将在5公里的高度释放，然后水平飞行4分钟，覆盖25公里的范围。
2021年4月19日，美国宇航局的机智号直升机成为首架动力控制的火星飞机。它最初被放置在毅力号火星漫游车的车腹下一起降落到火星。

## 飞机

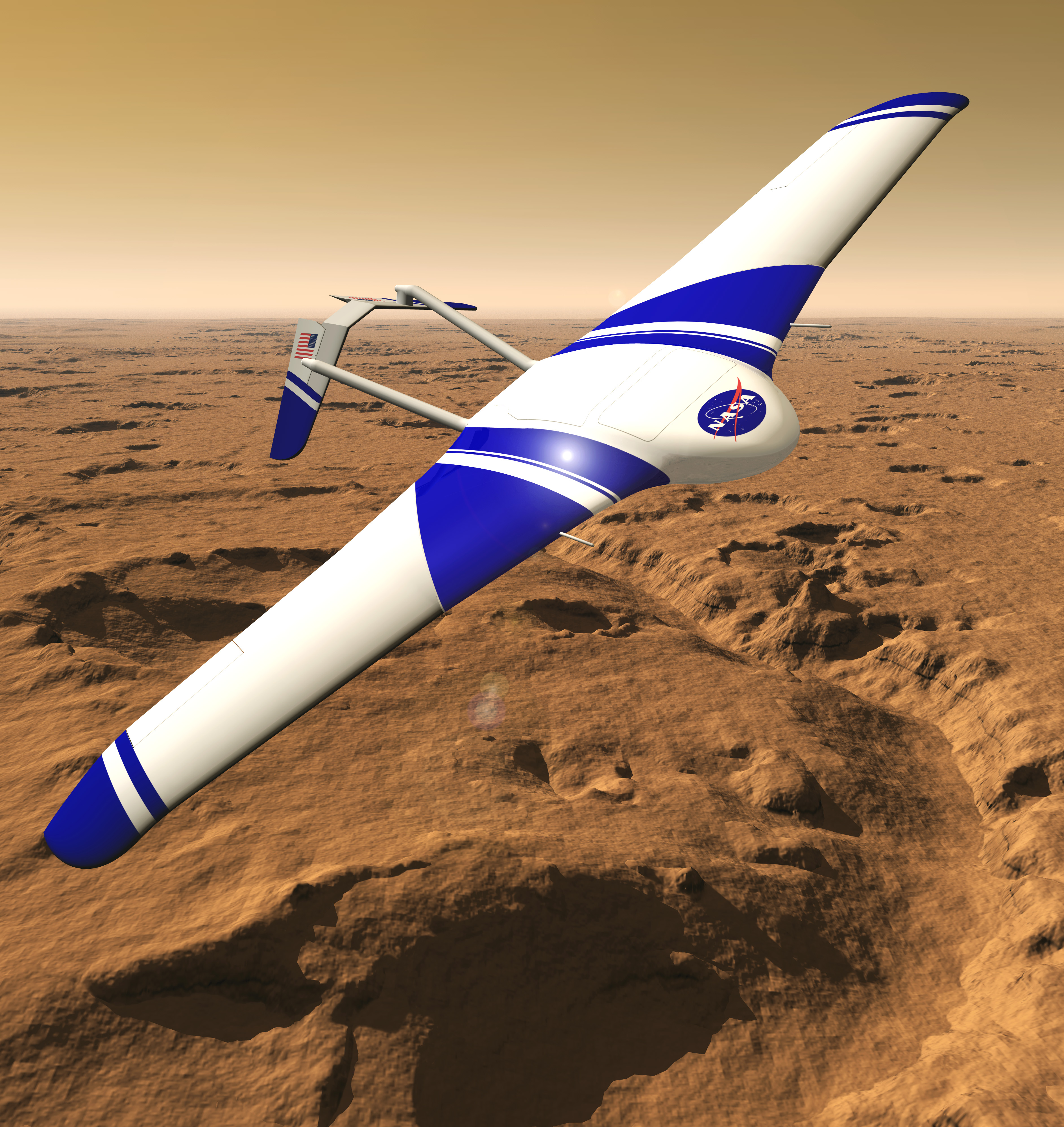
阿瑞斯火星飞机概念图

火星原型机已在地球上空近30公里（98000英尺）的高度飞行过（大约是火星表面平均气压的两倍），并测试了可在紫外线下固化的可膨胀机翼。当在火星大气中飞行时，雷诺数要比地球大气层低很多。水手谷是无人驾驶飞机和火星滑翔机的目标探测地。
滑翔机可携带更多的科学仪器，但覆盖范围较小，已提议将联氨用作火星飞机燃料。美国宇航局一度开发过一种炒锅大小的“微任务”飞机计划，该飞机仅搭载单台有效载荷在火星飞行。在火星上，1马赫约为240米/秒（790英尺/秒），而地球上1马赫则约为332米/秒（1090英尺/秒）。
在已取消的火星探索计划中，代达罗斯提案设计了一架沿科普剌塔斯峡谷飞行400公里（250英里）的火星滑翔机。
提出过的火星飞机概念包括：
- 阿瑞斯（ARES），空中区域尺度环境调查[18]；
- 魔术师（MAGE），火星机载地球物理探测器[15]；
- 阿米（AME），火星探测飞机[13]；
- 斗牛士（MATADOR），可部署、操控和回收的火星先进技术飞机[13]；
- 空中水手（Sky-Sailor），配备微型机器人的太阳能飞机[19]；
- 小鹰号（Kitty Hawk），多滑翔机任务[15]；
- 代达罗斯（Daedalus），航程超过400公里的滑翔机[20]（火星探索计划2011提案）[17]；
- 舰队（ARMaDA），“先进可部署火星侦察飞机”[21]；
- 浪潮（MAREA），欧洲军事航空研究所飞机[21]；
- 普朗特-M（Prandtl-M）[22]，设计于登陆火星时的空气动力学初步研究)[23]；
- 美国宇航局微型嗅探机(Mini-Sniffer)，考虑用于火星大气取样，测试时使用联氨（与空气无关）[11]。

## 气球
气球可代替降落伞实现软着陆，也可让着陆器起飞并降落在一处新地点]。气球技术分两种：超高压和热气球。超高压气球通过控制因加热而产生的压力，以保持高度。
热气球则是利用火星上的热空气来产生升力，火星气球概念的一则示例是火星地球科学航空机器人。现已进行了一些研究来开发超薄、柔韧的太阳能电池，以让气球蒙皮本身能利用太阳光来发电。
此外，还提出了用真空来产生升力的飞艇。

## 旋翼机

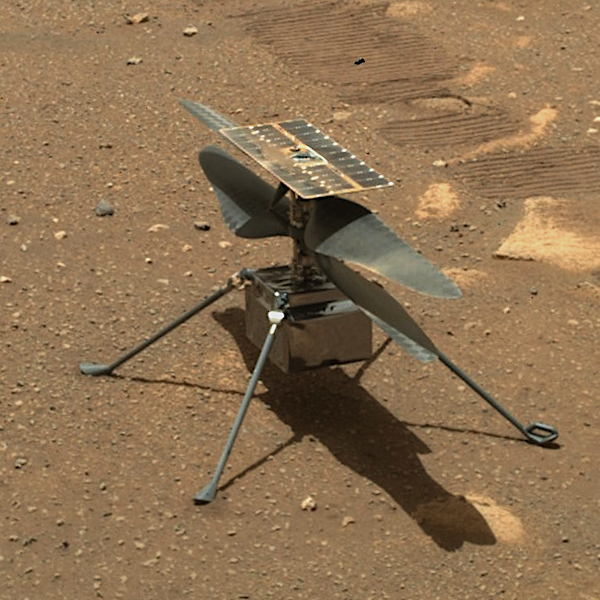
部署在火星表面莱特兄弟机场的机智号直升机。

2002年发表的一篇论文建议火星探索计划可采用自动机器人直升机进行火星探测。人们注意到可行的旋翼机设计具有许多优点，包括能够穿越困难的火星地形，但仍能在原地访问多个地点。1967年月球勘测者6号进行的短距跳跃被认为是跳跃探访另一地点的事例。

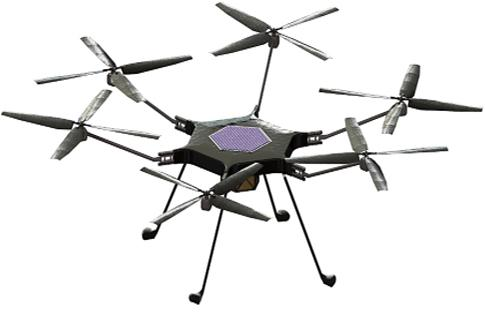
未来火星探测直升机项目的设计

机智号是美国宇航局火星2020任务的一部分，它是一架机器人直升机，首次展示了在火星大气层中的旋翼飞行。这架飞机是从毅力号漫游车上释放的，预计在任务初期的30天测试活动中最多飞行五次。在离地3至5米（10至16英尺）的高度范围内，每次飞行不超过90秒，但每次飞行的最大距离可能为50米（160英尺）。每次着陆后，它将自主控制并直接与毅力号通信。它实现了在另一颗行星上的首次动力飞行，为美国宇航局的未来火星任务设计打下了基础。

## 其他飞行器和机载设备
- 由韦恩赫尔·冯·布劳恩提出的高超音速滑翔机[4]；
- 各种降落伞已经成为主要的机载设备；
- 与减速火箭一样，火箭持久飞行也是着陆系统的一部分；
- 各种航天器的气动外壳；
- 火箭驱动的跳跃探测器（如火星间歇泉跳跃者）。

## 虚拟化
火星快车号的高分辨率立体相机和火星勘测轨道飞行器的高分辨率成像科学设备相机都可通过在三维地形模型上叠加表面图片来提供在火星表面的虚拟飞行。

## 另请查看
- 空中机器人
- 气阻减速
- 蜻蜓号，一架探索土卫六的旋翼机。
- 火星探测任务列表
- 火星大气层进入
- 火星飞越
- 维加计划气球，漂浮在金星云层中。